# RE:BORN (映画)
『RE:BORN』（リボーン）は、2017年に製作された日本のアクション映画。監督は下村勇二。

## 概要
元傭兵の敏郎が、日常の裏側で動く戦争と、残された己の使命に立ち向かう物語。敏郎は少女サチと暮らしながら、自分を狙う数々の刺客、そしてかつて所属していた部隊の上司であるファントム率いる傭兵ら、さらには元相棒の戦士アビスウォーカーとの熾烈な戦いに身を投じることになっていく。
出演はTAK∴（坂口拓）、近藤結良、斎藤工、長谷部瞳、篠田麻里子、加藤雅也、いしだ壱成、大塚明夫など。また、スタッフに佐伯紅緒や川井憲次、柴崎憲治、納富貴久男などが名を連ねており、自主映画体制の映画としては異例の陣営となっている。
本作の特徴として、邦画では数少ない近接格闘術がアクションに使用されており、主役を務めたTAK∴は、“ゼロレンジコンバット”の創始者であり本作品の戦術・戦技スーパーバイザーを務める稲川義貴に師事し、約1年間の訓練を経て独特の動きである“ウェイブ”と技を体得し、映画に臨んでいる。
本作の制作テーマはTAK∴の俳優復帰だが、同時に、本来は表に出ない（出てはいけない）技術や役割の人間も、映画なら表現可能なのではという監督の思いも込められている。
2017年（平成29年）8月12日に日本公開。

## あらすじ
とある山奥の演習場で、訓練していた国防軍の特殊部隊が、正体不明の敵1人に全滅させられる事件が起こる。そこで行われていた訓練とは「対ゴースト戦」と称した一個小隊30名で一兵士を殲滅することを目的とした、一対多数の制圧作戦であった。
かつて選りすぐりの傭兵達を集めたある特殊部隊に所属していた黒田敏郎は、現在は石川県加賀市でコンビニの店員をしながらサチという少女と、表向き仲睦まじく暮らしていた。しかし、身に潜む破壊と殺戮の衝動を薬とカウンセリングで抑え込み安穏とした日々を送る中、敏郎の精神は徐々に限界を迎えつつあった。
ある日、不穏な空気を感じ取った敏郎は町で自分を狙った殺し屋を返り討ちにする。それは、過去に敏郎が壊滅させた部隊のリーダーであったファントムと呼ばれる男からの刺客だった。ファントムは自分を裏切った敏郎を処刑すべく、敏郎の元相棒であり彼と同等の戦闘力を誇るアビスウォーカーを雇い、数々の刺客を差し向ける。闇に紛れそれを淡々と処理していく敏郎に、傭兵時代の元同僚で後輩の真壁健二から動けない自分の代わりにと、2人の部下マックスとマサルが助っ人としてやって来るが、健二もまた戦えない自分に鬱憤を抱えていた。日常の裏での戦闘が続く中、健二は「戦って死にたい」と敏郎に懇願するも、一喝される。
そんな中、サチが拉致されてしまう。慌てて連絡するマックスらに、敏郎は「敵の居場所を知るための作戦」だと言う。ファントムのアジトを突き止めた敏郎たちは、たった3人で200人を超える敵の部隊が待つ森へと"狩る側"として身を投じる。敏郎たちの静かな猛進が敵の数を減らしていく中、アビスウォーカーが現れ、味方のはずの兵士たちを殺し始める。一方、子供を助けるために部隊を抜けたという敏郎の過去を聞いていたマサルは、目の前に現れた少女の兵士キャスパーに思わず銃を下げてしまい、不意打ちを喰らう。重傷を負いつつも我に返ったマサルは奮戦するが、あえなく殺されてしまう。敵の幹部フォックスとイーグルを破った敏郎は、息絶えたマサルを発見し、そこへ襲いかかってきたキャスパーに圧倒的な力の差を見せつけ撃破、そのまま残る敵部隊を1人で引き受け、マックスを先に行かせる。
ついにアジトへ侵入しサチを助け出した敏郎は、すべての決着を付けるためマックスに後を任せ、1人でファントムの元へ向かう。進む先で待ち構えていたアビスウォーカーを壮絶な一騎打ちの上で制し、満身創痍で相対したファントムとの対決も、辛くも勝利するが敏郎もまた力尽き倒れ付す。
マックスを付き添いに、砂浜に敏郎から貰った本を埋めるサチ。その遥か後方で、サチたちを見つめ、タバコに火をつける敏郎の姿があった。

## キャスト
黒田敏郎
演 - TAK∴
元特殊部隊の兵士。現在は民間人として平穏に暮らしているが、内面では戦う場所を求めている。かつて所属していた部隊を1人で壊滅させるなど戦士として驚異的な戦闘力と、常人を超えた治癒能力を持つ。傭兵の頃は「ゴースト」と呼ばれていた。
サチ
演 - 近藤結良
敏郎を「おじさん」と呼び慕う10歳前後の少女。敏郎とは血縁関係にある。一見普通の明るい女の子だが、血塗れで転がる猫の死骸を平気で抱えるなど、どこか異質な部分を持っている。
過去、ファントムによる子供を使った洗脳実験に利用されており、敏郎に救出されている。右の手首の内側に「28」という刻印がある。
真壁健二
演 - 斎藤工
敏郎が特殊部隊に所属してた頃の元同僚で後輩。敏郎が反旗を翻し部隊を壊滅させた際、彼を庇い、視力を失い下半身不随になる重傷を負っている。現在は車椅子での生活だが、マックスとマサルの2人を瞬時に制圧するなど、戦士としての力は残っている。
劇中で健二が明かす「戦って死にたい」という苦悩は、実際に兵士が抱く気持ちであり、坂口によれば映画を鑑賞しその場面で泣く兵士が多かったという。
松本静香
演 - 長谷部瞳
敏郎を担当するカウンセラー。敏郎が夢の話として語る闇の部分を垣間見てしまう。
ニュート
演 - 篠田麻里子
ファントムの部下で、敏郎を狙う刺客の1人。見かけはセクシーな美女。電話ボックスで敏郎を不意打ちするが返り討ちに合い殺される。
演じた篠田は、元々坂口からアクションを指導されており、今回ウェイブを教わったが、体得には至っていない。
フォックス
演 - 三元雅芸
ファントムの部下で、幹部の1人。森で部隊を展開し敏郎を迎え撃ち、イーグルと2人で戦うが殺される。
イーグル
演 - 屋敷紘子
ファントムの部下で、幹部の1人。フォックスとの2人がかりで敏郎に挑むが、敗北する。
キャスパー
演 - 坂口茉琴
ファントムの部下で、幹部の1人。少女ながら多彩な技術と容赦のない殺意を持つ。サチと同様、洗脳実験の生き残りで、腕に「19」の刻印がある。戦闘ではマサルを殺害するが、敏郎には全く歯が立たず敗れる。
マックス
演 - 望月オーソン
健二の部下。健二からの命令で敏郎に加担する。英語と日本語が混在したバイリンガルな言葉を話す。熟練の兵士であり、今回の任務も最後まで生き残る。戦いの後は、敏郎に託されたサチの面倒を見ている。
マサル
演 - 賢太 (赤見賢太)
健二の部下。健二からの命令で敏郎に加担する。兵士としてはまだ若輩で、実戦任務は経験が無い。敏郎の過去を聞き、敵を憎むが、キャスパーの外見に油断し殺される。
国防軍指揮官
演 - 加藤雅也
「対ゴースト戦」の特殊訓練中、アビスウォーカーによって1個小隊もろとも壊滅させられる。
アビスウォーカー
演 - 稲川義貴
ファントムに雇われた敏郎を狙う刺客の1人。かつて敏郎の相棒だった兵士で、同等の戦闘力を持ち、光と影の関係でもある。
基本的に独断で動き、敵味方関係なく邪魔者は排除する。
ロック
演 - いしだ壱成
ファントムの部下で、敏郎を狙う刺客の1人。サラリーマン風を装い、カバンに仕込んだサプレッサー付きの銃で敏郎を狙うも、返り討ちにされる。
ファントム
演 - 大塚明夫
国防軍特殊部隊隊長。敏郎のかつての上司にあたる。過去に子供を使った洗脳実験を行っており、サチを助けるために裏切った敏郎に部隊ごと壊滅させられ、敏郎を抹殺するために付け狙っている。特殊な力と声による催眠術のような技を使い、敏郎を追い詰める。
演じた大塚は、この役について「敏郎と同じ世界にこそいたが、“本物”に挑んでしまった“究極のまがい物”」と分析している。
このキャラクターは特にビジュアル面において、ゲーム『メタルギアソリッドV ファントムペイン』の主人公ファントムに非常に似通っているが、これには、演じた大塚自身も自分へのオファーと共に驚いており、監督である下村のゲームに対するオマージュが込められている。大塚は、ゲームのファンが多くいる現場にも驚き、左目の傷についても「監督からのリクエストで嬉しかった」と語っている。
ナレーション
演 - 武田梨奈
冒頭とラストにて、サチの心情をモノローグしている。

## スタッフ
- 監督・編集 - 下村勇二[3]
- 原案協力 - 園子温
- ガンエフェクト - 納富喜久男
- 戦術・戦技スーパーバイザー - 稲川義貴[3]
- アクション監修 - TRIPLE CROWN（稲川義貴、坂口拓、下村勇二）
- 脚本 - 佐伯紅緒
- 撮影監督 - 工藤哲也
- 音響効果 - 柴崎憲治
- 音楽 - 川井憲次[1]
- 特殊メイク - 西村喜廣、水井真希
- ファントムナイフデザイン - 百武朋
- 軍事衣装・小道具コーディネート - 越康広（協力：田口清隆、河上洋巳）
- アビスタトゥーデザイン - 彫政統、彫成
- スタントコーディネーター - 川本耕史、福嶌徹
- ゼロレンジコンバットインストラクター - 尾高RYO、落合YUTA
- 予告編音楽 - カワイヒデヒロ（fox capture plan）
- MA - 角川大映スタジオ
- ロケ協力 - 加賀市地域振興部観光交流課、山中温泉観光協会、山代温泉財産区管理会 ほか
- 加賀ロケアソシエイトプロデューサー - 石丸雅人、坂井宏行
- プロデューサー - 藤田真一、井上緑
- 企画・製作 - 有限会社U'DEN FLAME WORKS、株式会社ARTHIT
- 製作協力 - 株式会社ワーサル
- 配給 - アルバトロス・フィルム

## 製作
映画『狂武蔵』の撮影後、アクション俳優としての自分は死んだ（全てを出し尽くし、先が見えない）と考え俳優業を引退していた坂口拓に、20年来の友人である映画監督の下村勇二が声をかけ、復帰作を作る案を持ちかける。当時、坂口が住んでいた笹塚のような一つの町を舞台に、日常の裏で国を代表する殺し屋の戦争が行われているというアイデアを親交のあった映画監督の園子温と話し、それを膨らませた形で映画の企画がスタートした。そこに偶然、坂口に稲川義貴からの連絡が入り、坂口の薦めで稲川と対面し話を聞いた下村は「これをネタに撮影したい」と軽い気持ちで、稲川をスタッフに戦術・戦技スーパーバイザーとして招いた。
特にアクションにおいて、本物の戦闘技術をリアルに取り入れるべく、坂口は稲川に師事し、約1年の訓練を経てゼロレンジコンバットを体得して映画撮影に望み、一度は撮影完了した。しかし下村と坂口は、その出来栄えに満足できず、それから半年の期間をかけて追加撮影を行い映画は完成する。
下村は、本作を「ミリタリーアクションでもあるが武士道を描いている」とし、1度目の鑑賞ではアクションを、2度目以降の鑑賞では、「作品のストーリーが持つ表と裏の部分に注意して感じ取って欲しい」と述べている。

### 本物を追求するアクション
主演の坂口は『狂武蔵』のアクションにおいて、様々な剣術家の元を訪ね意見を聞いたが納得できず「その問いに1人だけ答えを出せる」と紹介され稲川と出会う。坂口は本作の役作りや自身の求めるアクションのために稲川の下で訓練を本格的に開始するも、その内容は「筋トレや格闘技などの練習の禁止」、「飲酒と喫煙」そして「肩甲骨を回す」というもので、途方に暮れたという。しかしそれを半年ほど続け、その悪条件の中で唯一動かせる肩甲骨に身体が頼るのを感じ、坂口はゼロレンジコンバット特有の動きである“ウェイブ”の開眼に至った。
本作において稲川は俳優としても出演しているが、当初、彼を役としてクレジットするつもりはなく、下村はあくまでアクションのスーパーバイザーとして起用していた。しかし、アビスウォーカー（以下、アビス）役に想定していた岩永ジョーイが舞台との兼ね合いで出演できなくなり、代役を選ぶ過程で、稲川に頼んではどうかと坂口から提案が上がり、これに稲川が了承し配役が決定した。稲川を選んだ最大の理由として、坂口は「自分が本気でアクションできる相手がいなかった」ことを挙げ、結果的にアビス役は稲川しか出来なかったともインタビューにて話している。これは自身が身に付けた実践的戦闘術が、他の俳優では対応できなかったというだけでなく、稲川と対峙する撮影下において、さらにワンランク上に動きを洗練させる必要性を感じたことに起因しており、その後の追加撮影の背景には、稲川の動きに対処するための坂口がレベルアップする期間も含まれている。これらを振り返り、下村は、この時初めて彼らが敏郎とアビスの関係になったと評している。
坂口は自分のアクションについて「本作を視聴した現役軍人などから絶賛されてはいるが、リアル過ぎるために役者だと思われていない」と、インタビューにて明かしている。劇中で使用するゼロレンジコンバットについても、キアヌ・リーブス主演の映画『ジョン・ウィック』を例に出し「あっちは最新の技術が表に出せないため、3年前の古いものが映画に使われている」「こっちは本当に最新の技術」として鮮度の差異を挙げている。
稲川は、自身が出演するシーンでは苦労したと語り、下村が何度も要求する撮り直しには「殺し合いを二回もできるか！」と怒鳴り、特に撮影開始当初は撮影スタッフとの間に距離があった。これについて下村は稲川の動きが速すぎて「撮影できない」ことと「何をしているか分からない」ことを理由に挙げている。下村は、坂口と稲川の2人にしか分からないのでは映画にならないと考え、坂口復帰作として失敗できない思いと、映画の中でなら稲川の使う「世に出てはいけない技術」が表現可能で形として残せるのではないかという思いで、追加撮影に挑んだ。その半年をかけた撮影期間の中で、稲川も徐々に映画撮影に関し現場への理解を深めていき、下村の目指すアクションとのすり合わせが可能となった。
また、アクションの演出がそのままストーリーや人物背景に生きる場面もあると下村は話し、その下敷き部分も稲川への取材が元となっている。劇中で敏郎が相手の目を見ないのは、帰還兵の空ろな目線として、戦闘中では相手を人として認識せず周囲を広く観察する“イーグル・アイ”として表現しているという。それによりサチを見据える敏郎に、人間的な変化を描けたとも語っている。
ファントムを演じた大塚は、本作をアクション映画として『燃えよドラゴン』のような原体験として支持される映画になりえると話し、下村は、誰もがブルース・リーを真似したように「ウェイブはその部分を狙っている」「鑑賞後に肩甲骨を回してもらいたい」と明かしている。

### 脚本
園子温との間に出たアイデアを坂口が準備稿として書き、それに女性側の別視点を欲した下村が、稲川と面識のあった小説家の佐伯紅緒に執筆を依頼。
佐伯の書いた脚本には恋愛要素が加味されており、これに坂口が反対するも、結果的には「観客と同じ俯瞰の目線」が生まれ、サチのモノローグもブラッシュアップされたと下村は語っている。
また、稲川の実体験もシナリオには深く組み込まれており、さらに彼が役者として映画に加わったことで、稲川演じるアビスの役柄が深く掘り下げられている。もともと暗殺者の1人に過ぎなかったアビスだが、役が大きくなると稲川がその背景や詳細を下村に求め、敏郎と元相棒であった過去などが構築されていった。この経緯について、下村はプレッシャーに感じたこと、稲川が過去に経験した「ある日突然別人になりきらなければ命に関わる任務」が俳優の役作りに似ていることを挙げている。敏郎が身を投じる戦いは、“見えない戦争”をベースにしており、ここにも稲川の見てきた世界が反映されている。

### 異例のキャスト・スタッフ陣
主演の坂口や、アビス役の稲川は勿論として、本作には、自主映画としてスタートした企画としては異例と言える程、各界を代表するキャストそしてスタッフが集まっている。
キャスティングに関して、下村は坂口の交友関係が一番の要因だとインタビューにて述べている。特に健二を演じた斉藤工は、坂口とは『ビー・バップ・ハイスクール』で共演して以来の関係で、坂口からの打診に「拓さんの復活作なら是非」と引き受けている。斉藤は、役作りに関して、撮影前から取り組んでおり、坂口や下村が知らないところで稲川と話し、3日間の絶食で自分にプレッシャーをかけていた。下村は斉藤に対し一切の演出をしていないという。坂口は自分が担当するアクションとは別のアプローチで、兵士の気持ちを代弁する役割を斉藤が担っていたと話している。
ニュート役の篠田麻里子は『リアル鬼ごっこ』で坂口がアクション監督をした時に知り合い、アクションを教えるなど交流があり、ロック役のいしだ壱成は、坂口監督作品である『鎧 サムライゾンビ』に出演している。
中でも意外なキャストである声優の大塚明夫は、下村が『メタルギアソリッドV』でアクション・コーディネーターとして参加していたことから本作へのキャスティングへ繋がっている。ただ2人に直接的な面識があった訳ではなく、下村がマウスプロモーション（大塚の所属する事務所）へオファーを出し、実現している。下村は、ラスボスのファントム役は大塚でしかあり得ないと太鼓判を押し、また彼の出演により、違う層にも映画をアピールできたと話している。
大塚は、自身に俳優として出演の依頼が来たことについて、脚本を読み稲川のアクションを見て「自分にラスボスが務まるのか」と不安を感じたという。しかし実際には大塚が出来る範囲のアクションに直され、胸を撫で下ろした。最近はどの現場でも“存在感”を求められ常に緊張していると話し、本作でも達人的なアクションを出来ない自分が“達人感を出す”ということに苦心し、むしろ動かないシーンによる演出を心がけたと明かした。また敏郎やアビスと戦うシーンについては「ギャグに見えなければいいが」と語っている。
スタッフに関して、下村は「予算は無いが、魂を込めた作品を作りたい」と従来の自主映画枠で終わらせないために、頼み込んで引き受けてもらったと言う。唯一、原案協力の園子温は、坂口との交友から本作の企画よりも前に関係している。

### 音楽・音響
本作の音楽を担当した川井憲次について、下村は「最初から依頼を決めていた」と話し、川井と親交のあった佐伯が間を取り持ち、下村の熱心な誘いに川井は応じている。セリフの少ない本作において、音楽は登場人物の心情などを表現する重要な役割を持つと下村は考えており、特に敏郎とアビスの戦いにおいて、極みに達した者同士のイメージを見事に演出しているとして、川井の仕事ぶりを賛美している。
また、音響効果を担当した柴崎憲治についても、下村は、敏郎とアビスの表裏一体である陰と陽の関係性が、柴崎の作った金属音の僅かな差異に感じられると語っている。

### 続編の構想
下村はインタビューにおいて、前日譚である『RE:BORN ゼロ』と続編である『RE:BORN 2』の2つの企画を構想している旨を明かしている。ゼロは敏郎とアビス、健二にもう1人の“レジェンドキャラクター”を絡めたフォーマンセル（4人1組のチーム）や、健二の過去を描き、続編の2では「形の違う敵」を描くつもりだという。ゼロについて稲川は「10倍凄いものを見せる」と語っている。

## 関連商品

### 映像ソフト
2017年12月2日発売。発売元はDVD版が アルバトロス、Blu-ray版がニューセレクト。
- RE:BORN リボーン（1枚組、DVD）
- RE:BORN リボーン アルティメット・エディション（2枚組、Blu-ray）